# Равна-Гора (Хасковская область)
Равна-Гора (болг. Равна гора) — село в Болгарии. Находится в Хасковской области, входит в общину Свиленград. Население составляет 21 человек.

## Политическая ситуация
В местном кметстве Мустрак, в состав которого входит Равна-Гора, должность кмета (старосты) исполняет Костадин Димитров Господинов (Граждане за европейское развитие Болгарии (ГЕРБ)) по результатам выборов правления кметства.
Кмет (мэр) общины Свиленград — Георги Стоянов Манолов (инициативный комитет) по результатам выборов в правление общины.